# Purpuraria
Purpuraria is een geslacht van rechtvleugeligen uit de familie Pamphagidae. De wetenschappelijke naam van dit geslacht werd voor het eerst geldig gepubliceerd in 1929 door Günther Enderlein.

## Soorten
Het geslacht Purpuraria  is monotypisch en omvat slechts de volgende soort:
- Purpuraria erna (Enderlein, 1929)